# BM-30

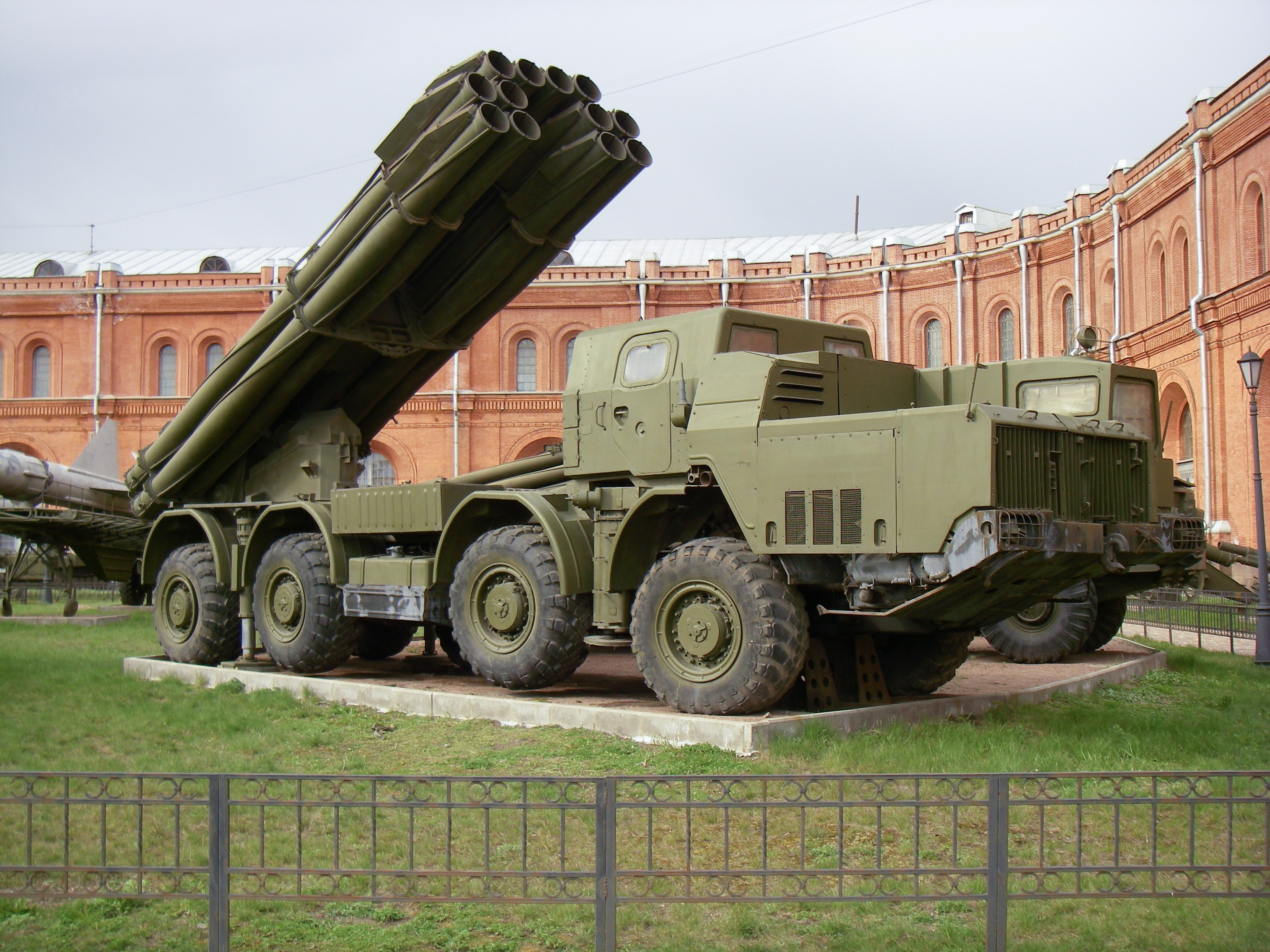
Raketenwerfer BM-30 / 9A52 Smertsch

Der BM-30 ist ein Mehrfachraketenwerfersystem der Russischen Föderation. Der GRAU-Index lautet 9A52 Smertsch (Tornado). Der Systemindex der russischen Streitkräfte ist 9K58. Die Raketen heißen 9M55. Das System gleicht im Einsatzprofil dem Mehrfachraketenwerfer "HIMARS".

## Entwicklung
Das System wurde gegen Ende der 1970er-Jahre von dem staatlichen Waffenhersteller Splaw in Tula entwickelt. Es wurde 1987 bei den sowjetischen Landstreitkräften eingeführt. Von der NATO wurde das System erstmals 1983 beobachtet, weswegen es die NATO-Bezeichnung M1983 bekam. Der Smertsch ersetzte das Kurzstrecken-Raketensystem 9K52 Luna-M in den sowjetischen Streitkräften.

## Varianten

### Versionen aus der Sowjetunion und Russland
- 9A52 Smertsch: Standardvariante mit zwölf Werferrohren; installiert auf einem Lkw MAZ-79111.
- 9A52B Smertsch: Verbesserte 2. Serienversion
- 9A52-2 Smertsch-M: Verbesserte Version mit Lkw MAZ-543M.
- 9A52-2K Smertsch-K: Modernisierter 9A52-2 mit neuem Feuerleitsystem und 9M52X-Raketen.
- 9A52-2T Smertsch-G: Wie Smertsch-M, aber auf einem Lkw vom Typ Tatra 816 installiert. Für Indien. Vorgestellt 2006.
- 9A52-4 Smertsch-S / Tornado / Kama: Prototyp mit sechs Werferrohren installiert auf einem KamAZ-63501. Vorgestellt 2007.
- 9A53 Tornado-S: Nachfolgemodell mit 2×6 Werferrohren, vorgestellt 2007. Auf einem Lkw vom Typ MZKT-7930 installiert. Dank modularem Aufbau können auch die Raketen der Systeme BM-22 und BM-21 abgefeuert werden.
- 9A54 / 9K515 Tornado-S: Modernisierte Ausführung des 9A52-2/4 seit 2017. Installiert auf einem MAZ-543M. Für den Einsatz der Raketentypen 9M54x.[1]

### Versionen außerhalb Russlands

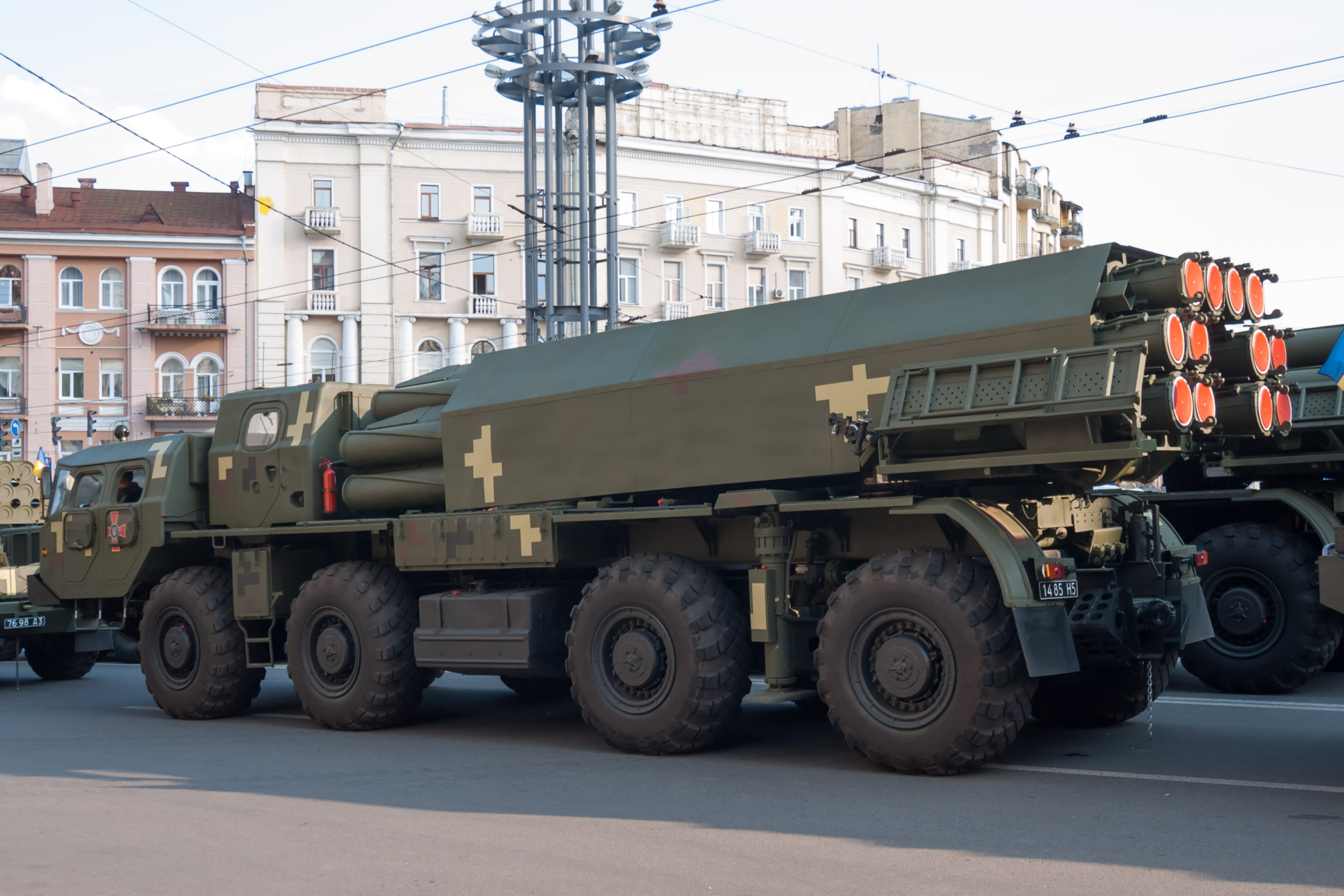
Wilcha-System im Jahr 2018

- Wilcha: Modernisierte Version aus der Ukraine mit neuen R624-Raketen mit GPS-Steuereinheit und 130 km Reichweite.[2][3][4]
- Wilcha-M/M1/M2: Weiterentwicklung des Wilcha, installiert auf einem Lkw KrAZ-7634. Mit neuen R624M-Raketen mit einer Reichweite von 200 km.[4]
- PHL96: Chinesischer Nachbau mit zehn Werferrohren. Installiert auf einem Lkw WS2400. Max. Reichweite 120 km.
- PHL03: Chinesischer Nachbau mit zwölf Werferrohren. Die Exportversion wird als AR-2 bezeichnet. Maximale Reichweite 120 km.
- A-100: Weiterentwicklung des PHL96 mit zehn Werferrohren. Wird auch als AR-1A bezeichnet. Max. Reichweite 150 km.

## Technik

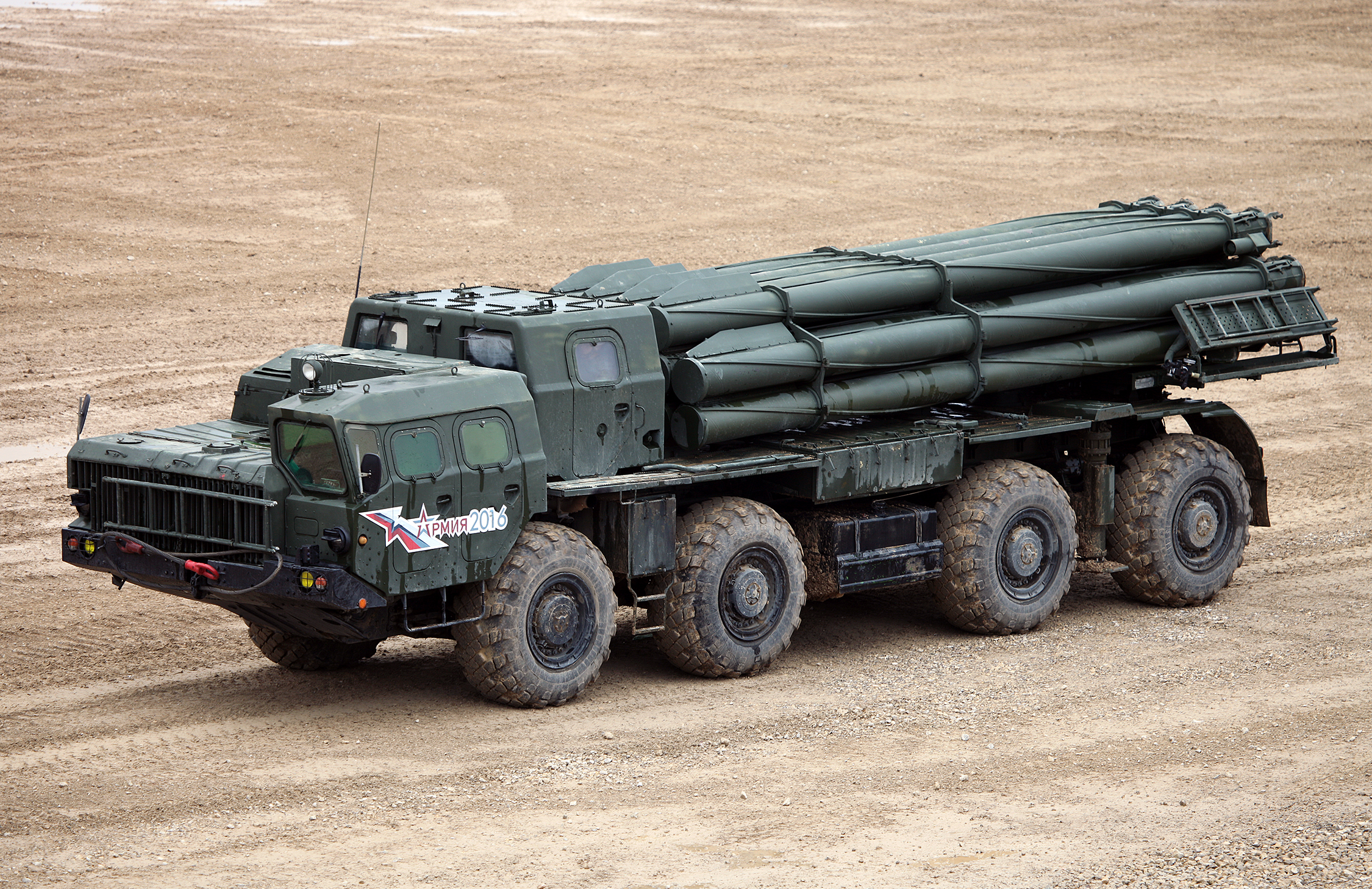
9A52-2 Smertsch-M im Jahr 2016

Auf dem vierachsigen Lkw MAZ-543M ist ein Rohrpaket mit zwölf Rohren montiert. Ein Raketenwerfer ist in der Lage, alle zwölf Raketen innerhalb von zehn Sekunden abzufeuern. In der Regel wird eine Salve aber innerhalb von 20 Sekunden abgefeuert. Das Nachladen eines leeren Werfers dauert 36 Minuten. Eine Batterie von vier BM-30-Systemen deckt mit insgesamt 48 Raketen eine Zielfläche von ca. 800 × 800 m (640.000 m²) ein. 

### Raketen

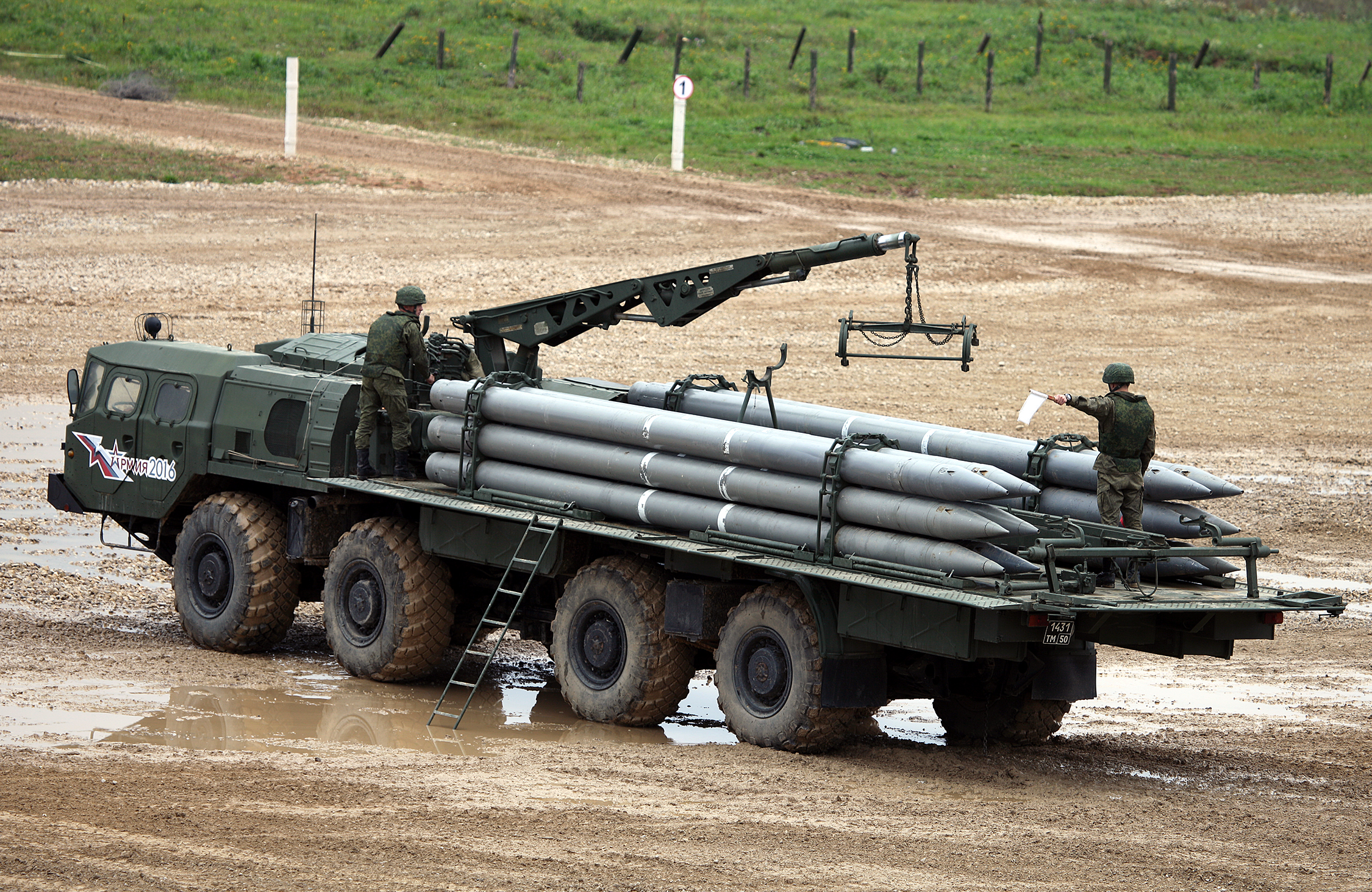
300-mm-Raketen auf einem 9T234-2-Unterstützungsfahrzeug.

Die Raketen sind einstufige, drallstabilisierte Feststoffraketen des Kalibers 300 mm. Die Rakete kann grob in vier Sektionen aufgeteilt werden: Die Düse am Heck, das Feststoffraketentriebwerk, den Gefechtskopf sowie die Lenkeinheit in der Raketenspitze. Bis Anfang der 2000er-Jahre wurde die 9B171-Lenkeinheit verwendet, danach wurde die verbesserte 9B191-Lenkeinheit verbaut. Die 9B191-Lenkeinheit beinhaltet u. a. die 9B174-Messeinheit. Diese ermittelt während des Fluges die Beschleunigung, die Flugzeit sowie das Nicken der Rakete. Für die Kurskorrekturen kommen vier kleine Raketentriebwerke, welche hinter der Lenkeinheit verbaut sind, zur Anwendung. Die Abgase dieser Raketentriebwerke treten aus Düsen aus, die senkrecht zur Längsachse und tangential zum Umfang der Rakete angeordnet sind. Hinter der Lenkeinheit befindet sich der Gefechtskopf. Danach folgt das Feststoffraketentriebwerk und am Raketenheck befinden sich die Düse sowie vier Wickelleitwerke, welche entfaltet eine Spannweite von 580 mm ergeben. Die Raketen haben je nach Typ eine Länge von 7,60–7,90 m und wiegen 800–830 kg. Die Sprengköpfe werden mit einem Aufschlagzünder oder einem elektrischen Zeitzünder ausgelöst. 
Die erste Serienversion 9K58 / 9A52 Smertsch verwendet Raketen vom Typ 9M55 mit einer maximalen Schussdistanz von 70 km. Diese Raketen verwenden das 9D167-Raketentriebwerk. Dieses hat eine Brenndauer von rund 2 Sekunden und entwickelt einen Startschub von 132 kN. Die Raketen haben eine Brennschlussgeschwindigkeit von rund 1000 m/s. Mit diesem Raketentyp wird ein Streukreisradius (CEP) von 150 m erreicht (bei maximaler Schussdistanz von 70 km). Der 9K58 / 9A52 Smertsch verwendet folgende Raketen:
- 9M55F mit einem separierenden fallschirmgebremsten 9N150-Splittergefechtskopf zu 235 kg, der 95,5 kg Sprengstoff enthält. Dieser erzeugt bei der Detonation 800 Fragmente mit einem Gewicht von je 50 Gramm.
- 9M55K mit 72 Stück Splitter-Bomblets (Submunition) 9N235 zu je 1,75 kg, die jeweils 400 Splitter erzeugen.[7]
- 9M55K1 mit 9N152-Gefechtskopf mit 5 Stück selbstzielsuchender (intelligenter) Submunition 9A3493 SPBE-D Motiv-3M (SPBE) zur je 15 kg zur Bekämpfung von gepanzerten Fahrzeugen.
- 9M55K2 mit 9N128S-Brandkörpern. Entwicklung eingestellt.
- 9M55K3 mit 64 Stück Antipersonenminen vom Typ POM-2S.
- 9M55K4 mit 25 Stück Panzerminen vom Typ PTM-3 mit Magnetzünder.
- 9M55K5 mit 646 Stück 9N176-Bomblets (3B30) mit kombinierter Splitter- und panzerdurchschlagender Wirkung. Jedes Bomblet hat einen Splitterwirkungskreis von rund 10 m und kann 120 mm Panzerstahl durchschlagen.
- 9M55K6 mit 5 Stück selbstzielsuchender (intelligenter) Submunition 9N268 SPBE-K zu je 17,3 kg.
- 9M55K7 mit 20 Stück selbstzielsuchender (intelligenter) Submunition 9N282 SPBE-E (Gnom).
- 9M55S mit dem fallschirmgebremsten thermobarischen (FAE) Gefechtskopf vom Typ 9N174 (9M216). Bei der Detonation entwickelt dieser in einem Durchmesser von 25 m für 1,4 Sekunden eine Hitzewirkung von über 1000 °C. Der Sprengkopf wiegt 243 kg.[8]

Anfang der 1990er-Jahre wurde das verbesserte System 9A52M Smertsch-M eingeführt. Die modernisierte Version verfügt über ein automatisiertes Feuerleitsystem sowie erneuerte Funkgeräte. Ebenso kommt ein verbesserter Raketentyp mit dem leistungsstärkeren 9D52-Raketentriebwerk zum Einsatz. Mit diesem Raketentyp wird eine maximale Schussdistanz von 90 km sowie ein Streukreisradius (CEP) von 170 m (bei maximaler Schussdistanz) erreicht. Der 9K58M / 9A52M Smertsch-M verwendet folgende Raketen:
- 9M525 mit 72 Stück Splitter-Bomblets (Submunition) 9N235.
- 9M526 mit 9N152-Gefechtskopf mit 5 Stück selbstzielsuchender (intelligenter) Submunition 9A3493 SPBE-D Motiv-3M (SPBE).
- 9M527 mit 9N539-Gefechtskopf mit 25 Stück Panzerminen vom Typ PTM-3 mit Magnetzünder.
- 9M528 mit 9N141-Gefechtskopf mit einem separierenden fallschirmgebremsten 9N150-Splittergefechtskopf zu 235 kg, der 95,5 kg Sprengstoff enthält.
- 9M529 mit einem thermobarischen (FAE) 9N174-Gefechtskopf mit einer Wirkladung von 100 kg.
- 9M530 mit einem Penetrationsgefechtskopf für die Bekämpfung von Betonbauten, der 75 kg Sprengstoff enthält.
- 9M531 mit 9N176-Gefechtskopf mit 616 Stück 3B30 Bomblets mit kombinierter Splitter- und panzerdurchschlagender Wirkung.
- 9M532 mit 20 Stück selbstzielsuchender (intelligenter) Submunition 9N282 SPBE-E (Gnom).
- 9M533 mit 9N178-Gefechtskopf mit 5 Stück 9N268 SPBE-K selbstzielsuchender (intelligenter) Submunition.
- 9M534 mit der R-90/9M61 (T-90-11)-Aufklärungsdrohne zur Gefechtsfeldaufklärung und Feuerführung.
- 9M535 mit 9N128S-Brandkörpern. Entwicklung eingestellt.
- 9M536 mit 72 Stück POBE/POFBE-Penetrations-Bomblets zu je 2,4 kg. Zur Bekämpfung von Start- und Landebahnen.
- 9M537 mit 32 Stück KPDM-4 OBE-NP-Bomblets zu je 4,5 kg mit Näherungszünder.

In den 2000er-Jahren wurde die Ausführung 9K515 / 9A54 Tornado-S eingeführt. Dieser verwendet Raketen mit dem 9B706-Kurskorrektursystem mit einer Trägheitsnavigationsplattform (CH/SN398) und/oder GLONASS und GPS (BI616). Hinter der Raketenspitze sind vier trapezförmige Steuerflächen angebracht. Mit diesen werden die Raketen zum Ziel geführt, wo sie dieses mit einem Streukreisradius (CEP) von rund 10 m treffen sollen. Jeder Rakete kann ein individuelles Ziel zugewiesen werden. Die Raketen wiegen 820–828 kg und haben eine Länge von 7,9 m. Weiter kommt bei diesen Raketentypen das leistungsstärkere 9D57- Raketentriebwerk zum Einsatz. Die Minimale Schussdistanz beträgt 30 km und die maximale Schussdistanz liegt bei 120 km. Der 9K515 / 9A54 Tornado-S verwendet folgende Raketen:
- 9M542 mit einem separierenden Splittergefechtskopf zu 150 kg, der 70 kg Sprengstoff enthält. Der Sprengkopf erzeugt 500 Splitter zu je 50 Gramm.[12]
- 9M544 mit einem Gefechtskopf für 552 Stück 9N176-Bomblets (3B30) mit kombinierter Splitter- und panzerdurchschlagender Wirkung.[1]
- 9M549 mit einem Gefechtskopf für 72 Stück 9N235-Splitter-Bomblets.[1]
- 9M555 mit der R-90/9M61 (T-90-11)-Aufklärungsdrohne zur Gefechtsfeldaufklärung und Feuerführung.

## Nutzerstaaten

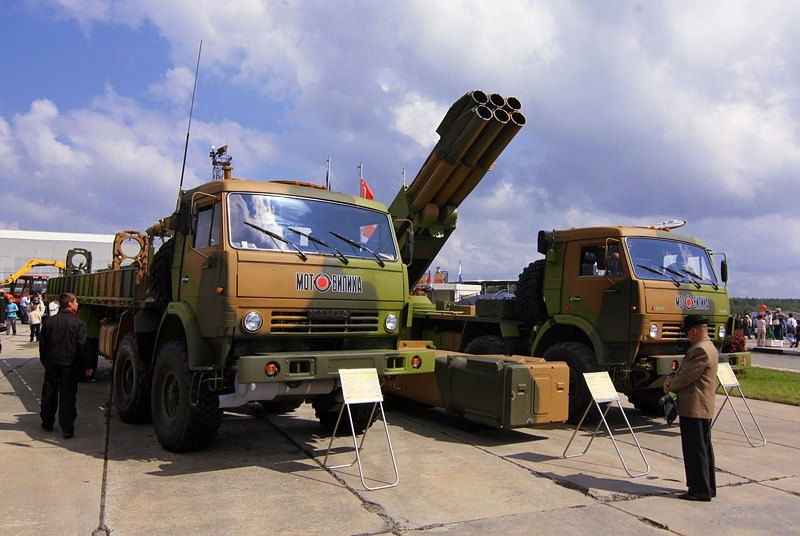
9A52-4 Smertsch-S

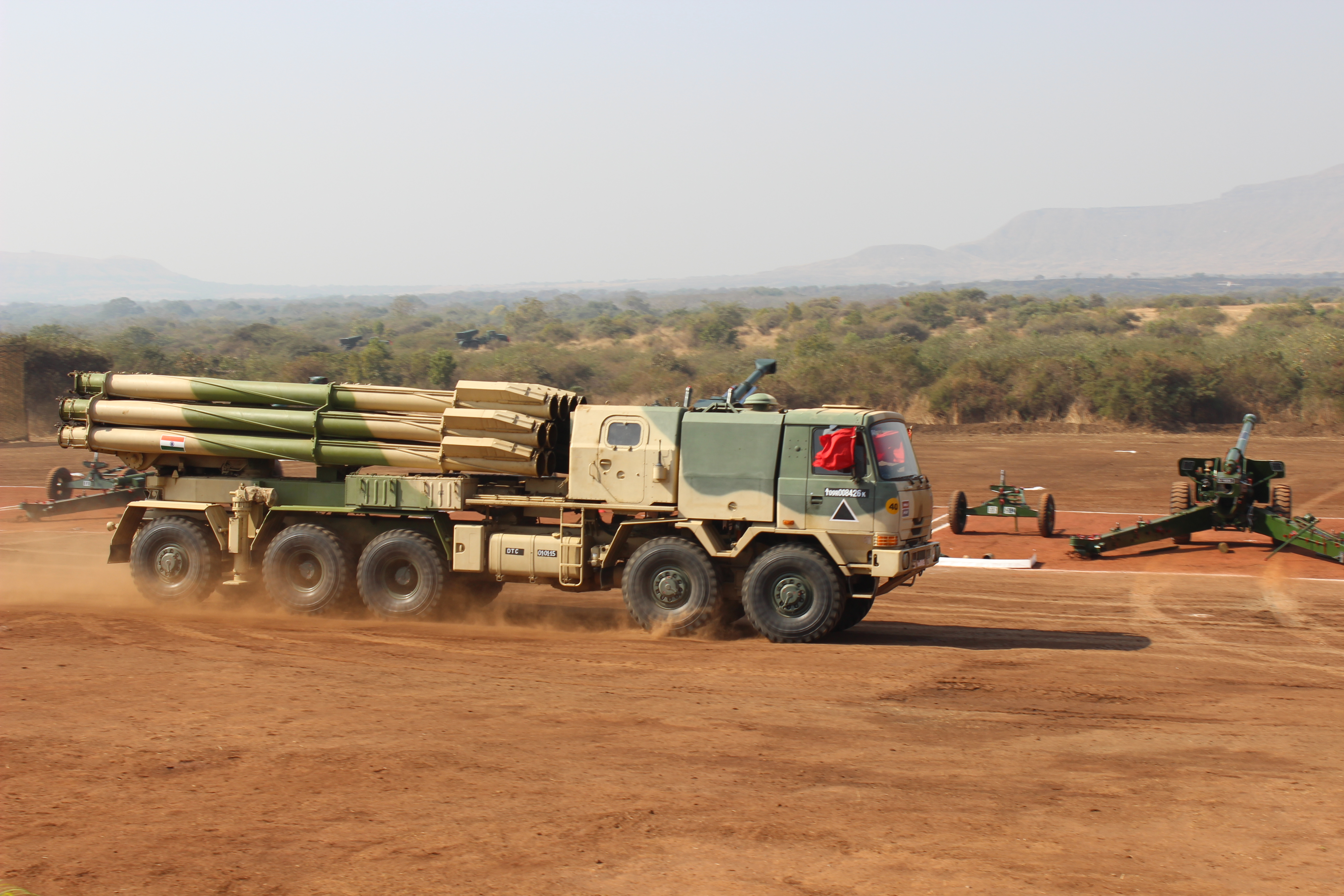
Indisches Smertsch-System auf Basis eines Tatra 815-2

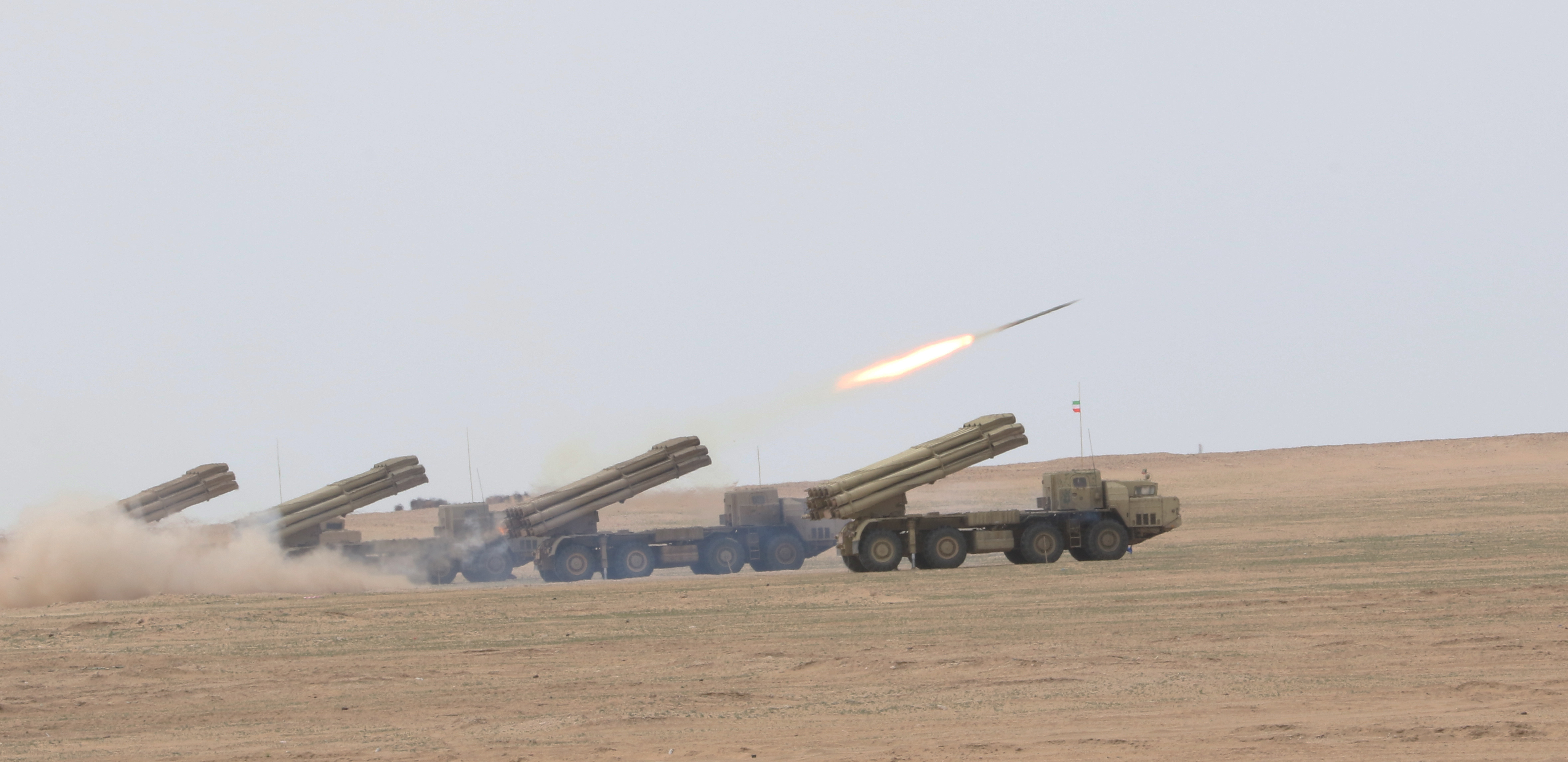
Kuwaitische Smertsch beim Feuern während des Manövers Al Tahreer im Februar 2021

- Algerien – Per Januar 2018 befinden sich 18 9A52 im Dienst.[13]:325
- Aserbaidschan – Per Januar 2018 befinden sich 30 BM-30 im Dienst.[13]:183
- Belarus – Per Januar 2018 befinden sich 36 9A52 im Dienst,[13]:186 die in naher Zukunft vom heimischen Polonez-System abgelöst werden sollen.[14]
- Indien – Per Januar 2018 befinden sich 28 9A52 im Dienst.[13]:262
- Kasachstan – Per Januar 2018 befinden sich 6 BM-30 im Dienst.[13]:189
- Kuwait – Per Januar 2018 befinden sich 27 9A52 im Dienst.[13]:345
- Russland – Per 1. Januar 2022 befinden sich 100 BM-30 im Dienst des Heeres.[15]
- Syrien – Per Januar 2018 befindet sich eine unbekannte Anzahl an 9A52 im Dienst.[13]:362
- Turkmenistan – Per Januar 2018 befinden sich 6 9A52-2T im Dienst.[13]:208
- Ukraine – Per Januar 2018 befinden sich 75 9A52 im Dienst.[13]:210
- Venezuela – Per Januar 2018 befinden sich 12 9A52 im Dienst.[13]:424
- Vereinigte Arabische Emirate – Per Januar 2018 befinden sich 6 9A52 im Dienst.[13]:368

## Einsatz
Die russische Armee brachte den 9K58 Smertsch bei Operationen in Dagestan, im Tschetschenienkrieg  und im Kaukasus-Konflikt 2008 zum Einsatz. Im Bürgerkrieg in Syrien wird der BM-30 von der syrischen Armee eingesetzt. Daneben kommt der Smertsch bei der Krise in der Ukraine 2014, dem Krieg um Bergkarabach 2020 und bei dem Russischen Überfall auf die Ukraine 2022 auf beiden Seiten zum Einsatz.